# Mycotrichus
 Micotríchus — рід жуків родини Довгоносики (Curculionidae).

## Зовнішній вигляд
Опис його див.

## Спосіб життя
Невідомий.

## Географічне поширення
Ареал роду обмежений Мадагаскаром, тобто він є ендемічним для цього острова.

## Класифікація
В цьому роді відомий вид Mycotrichus longipilis Fairmaire, 1896.